# Бетел Ајланд (Калифорнија)
Бетел Ајланд (енгл. Bethel Island) насељено је место без административног статуса у америчкој савезној држави Калифорнија.

## Демографија
По попису из 2010. године број становника је 2.137, што је 175 (-7,6%) становника мање него 2000. године.
| Група             | 2000.         | 2010.         |
| Белци             | 1.962 (84,9%) | 1.709 (80,0%) |
| Афроамериканци    | 33 (1,4%)     | 40 (1,9%)     |
| Азијати           | 22 (1,0%)     | 46 (2,2%)     |
| Хиспаноамериканци | 203 (8,8%)    | 280 (13,1%)   |
| Укупно            | 2.312         | 2.137         |